# Új-britanniai hadjáratok
Az új-britanniai hadjáratok a második világháború csendes-óceáni hadszínterének hadmozdulatai voltak Új-Britannia szigeten.
A szövetségesek eredeti célja Rabaul, a szigeten működő, az egész térséget ellenőrzése alatt tartó nagy japán támaszpont elfoglalása volt, hogy a birodalom onnan kifutó hadihajói és felszálló repülőgépei ne akadályozzák az előrenyomulást a csendes-óceáni szigetvilágban. Később felismerték, hogy a százezres helyőrségű Rabaul elfoglalásához nincs elég emberük és kapacitásuk, ezért úgy döntöttek, elég lesz a támaszpont semlegesítése. Ennek végrehajtására megszületett a Dexterity hadművelet terve, amely több partraszállást irányzott elő Új-Britannia területén.
Az amerikai csapatok fő célja ezt követően a Glouchester-fok lett. A partraszállás tehermentesítésére több kisebb inváziót hajtottak végre Arawénél 1943. december 15-én. Tizenegy nappal később haditengerészeti tűz és légi bombázás után a szövetségesek partra szálltak a Gloucester-foknál, és egy nap alatt egy kilométer hosszú, 500 méter mély hídfőt alakítottak ki. A tengerészgyalogosok váltakozó intenzitású csatákat vívtak a dzsungelben a folyamatosan hátráló japánokkal, és december 30-án elfoglalták a repülőteret.
1944. február 10-én Walter Krueger tábornok bejelentette, hogy a Dexterity hadművelet befejeződött. A szövetségesek következő célja az új-britanniai Willaumez-félsziget elfoglalása lett. Február 25-én – bombázógépek előkészítése után – partra szálltak az Iboki-félszigeten, a Gloucester-fok és Talasea között félúton, majd március 6-án Talasea-nál.
1944 nyarára az amerikaiak bázist létesítettek Arawénál, a Gloucester-foknál és Hoskinsnál. A japánokat több partszakaszról visszaszorították. November 4-én az ausztrálok partra szálltak a Jacquinot-öbölben, és létrehoztak egy logisztikai bázist. Az ausztrálok szilárd védelmi pozíciót hoztak létre a Wide- és az Open-öböl között, amelyet a háború végéig sikeresen megőriztek, és ezzel mindvégig Rabaulban és környékén tartották a japán katonákat.

## Cartwheel hadművelet

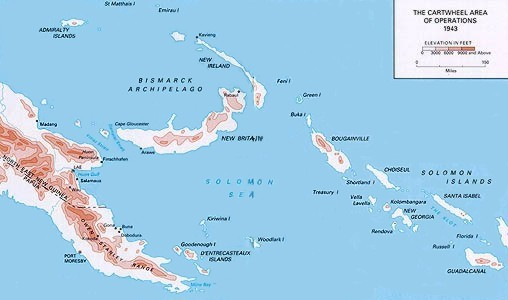
Új-Britannia elhelyezkedése

1943-ban az amerikai és ausztrál csapatok megkezdték a Cartwheel hadművelet (Operation Cartwheel) végrehajtását, amelynek elsődleges célja az volt, hogy áttörje a japán védelmi rendszert, amelyet a Bismarck-szigetcsoport tagjain hoztak létre, keletre Új-Guineától, a Salamon-tengeren. A japán bázisok védték a birodalom korábbi hódításait a Holland Kelet-Indiákon és a Fülöp-szigeteken, valamint kiinduló pontjai lehettek egy Ausztrália és Új-Zéland elleni akciónak. A hadművelet csak azután indulhatott, hogy a szövetségesek Guadalcanal és a Pápua-félsziget megtisztításával megnyitották az utat az új-britanniai Rabaul felé.
A Pápua Új-Guinea közelében fekvő Új-Britannia egy 520 kilométer hosszú, 50 kilométer széles sziget a Csendes-óceánban, katonai szempontból nagyon nehéz terület. Legmagasabb hegycsúcsa eléri a 2400 métert, déli oldalán a part keskeny, északon szélesebb, de korallszirtek védik, és mocsaras. Ezen a részen a folyók gyorsfolyásúak; a második világháború idején sok krokodil élt bennük. Decembertől áprilisig az északi parton erős szelek és heves esőzés a jellemző, miközben a déli parton nagy a forróság. A lakosság jelentős része, amely a háború előtt mintegy 37 ezer embert jelentett, a Gazelle-félszigeten összpontosult. A legnagyobb ültetvények is ezen az alig 130 négyzetkilométeres területen működtek. A terület közigazgatási központja a félsziget északkeleti csücskében található Rabaul volt.
Rabaul a japán védelem kulcspontja, a birodalom térségbeli fő haditengerészeti bázisa volt, amely tágas kikötőkkel és négy nagyobb repülőtérrel rendelkezett. A területen több mint 110 ezer japán katona állomásozott. Rabaul két nagyobb tervezett offenzíva keresztútján feküdt, ezért a Cartwheel hadművelet fő célja a japán bázis kiiktatása volt. A fő japán védelmi vonal a Gazelle-félsziget északkeleti részén, a keleti Put Puttól a nyugati Ataliklikun-öbölig húzódott a Warangoi- és a Keravat-folyó mentén, mintegy 45 kilométer hosszan. A várost és környezetét a japánok 1942. január 23-án foglalták el. További nagyjából négyezer katona védte a Glouchester-foki repülőteret, és állomásoztak japánok a keleti parti Gasmatánál, az északkeleti oldalon található Ubilinél és az északi part közepén működő Hoskins-foki reptérnél. A szövetséges hadművelet kidolgozói 13 kétéltű partraszállást terveztek.

## Dexterity hadművelet

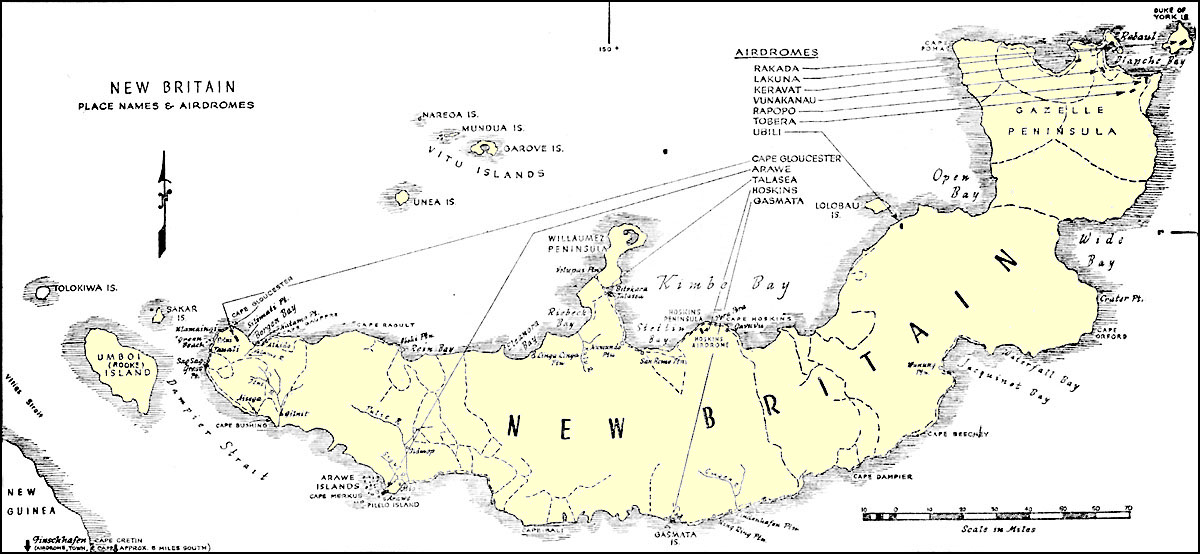
Új-britannia térképe

A Dexterity hadművelet (Operation Dexterity) célja Új-Britannia inváziója volt. A műveletek főparancsnoka Douglas MacArthur amerikai tábornok volt.
A hadművelet eredeti terve két nagyobb támadással számolt. Az egyik a sziget északnyugati csücskén található Gloucester-fok, a másik a déli parton fekvő Lindenhafen ültetvény ellen irányult. A tervek szerint az északon partra szálló erők a Willaumez-félszigeten kelet felé nyomulnak tovább, míg a délen harcoló csapatok elfoglalják a gasmatai japán bázist. Az előrenyomulás a Talasea-Gasmata vonal elfoglalásával zárul. A Gasmata elleni támadást még a tervezési szakaszban törölték. A tervek szerint MacArthur csapatai délkeleti irányból törnek Rabaul felé.
Késő júniusban két irányból megindult a szövetséges előrenyomulás Rabaul felé. Szeptember közepén elesett az Új-Guinea északi partján található Lae. Az amerikai csapatok elfoglalták Saidort, amely szemben van az új-britanniai invázió egyik tervezett helyszínével, a Glouchester-fokkal. 1943 októberére Halsey admirális csapatai készen álltak Bougainville, a Salamon-szigetek legnagyobb szigetének elfoglalására. November 1-jén megtörtént az invázió, négy nappal később pedig az új-zélandiak szálltak partra a Treasury-szigeteken, Bougainville-től délre. Az amerikai haditengerészet is összecsapott a japán hajóhaddal.

## Partraszállás Arawénél

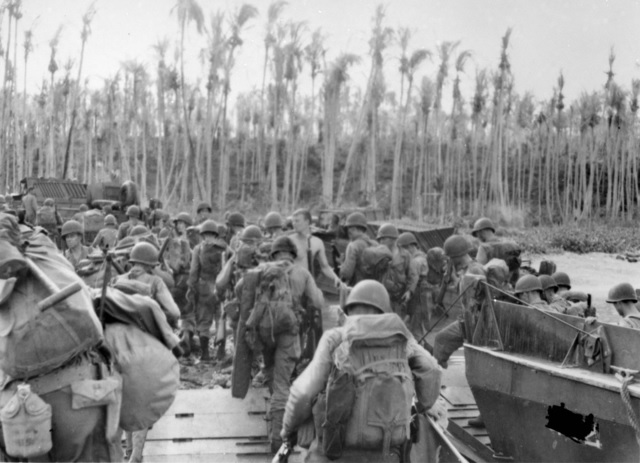
Tengerészgyalogosok szállnak partra Arawénél

A szövetségesek elsődleges célpontja a Glouchester-fok volt, amelyet különböző elterelő műveletekkel támogattak. Az amerikaiak három helyen – a Pilelo-szigeten, Umlingalu falunál és az Arawe-félsziget nyugati végénél – szálltak partra. Az Umlingalu elleni akció totális kudarc volt. A 15 támadó gumicsónakból három kivételével az összes elsüllyedt a japánok tüzében. Pilelón, ahol a Paligmete faluban működő japán rádióállomás volt a célpont, a japánok két barlangba vonultak vissza, de lángszóróval kifüstölték őket
A fő támadás a félsziget nyugati csücske ellen indult. Az akciót rombolók és bombázók támogatták. A csapatok első hulláma reggel hétkor érte el a partot, az ellenállás korlátozott volt. A nap végére már 1600 amerikai katona volt a félszigeten. December 15. és 27. között a japán légierő hétszer csapott le, a támadások legnagyobb eredménye egy parti szállítóhajó elsüllyesztése volt. A japán erősítés és az amerikaiak december 18-án csaptak össze először. December 25-én az amerikaiak kivetették a japánokat állásaikból, akik kénytelenek voltak keletre, a fő védelmi vonalak felé visszavonulni.
Január 16-án megkezdődött a könnyű tankokkal, közepes bombázókkal és tüzérségi tűzzel támogatott gyalogos támadás. A nap végére a tengerészgyalogosok több mint egy kilométert haladtak előre. A japánok visszavonultak a repülőtérre, majd február közepén azt is kiürítették. Az amerikaiak a harcokban 118 halottat és 352 sebesültet veszítettek, négy katona pedig eltűnt. A japán veszteség 304 halott és három fogoly volt.

## Gloucester-foki csata
A Gloucester-foki csata december 26-án amerikai és ausztrál haditengerészeti tüzérségi zárótűzzel és légi támadásokkal kezdődött reggel 6 órakor. A tűz másfél órán át tartott.

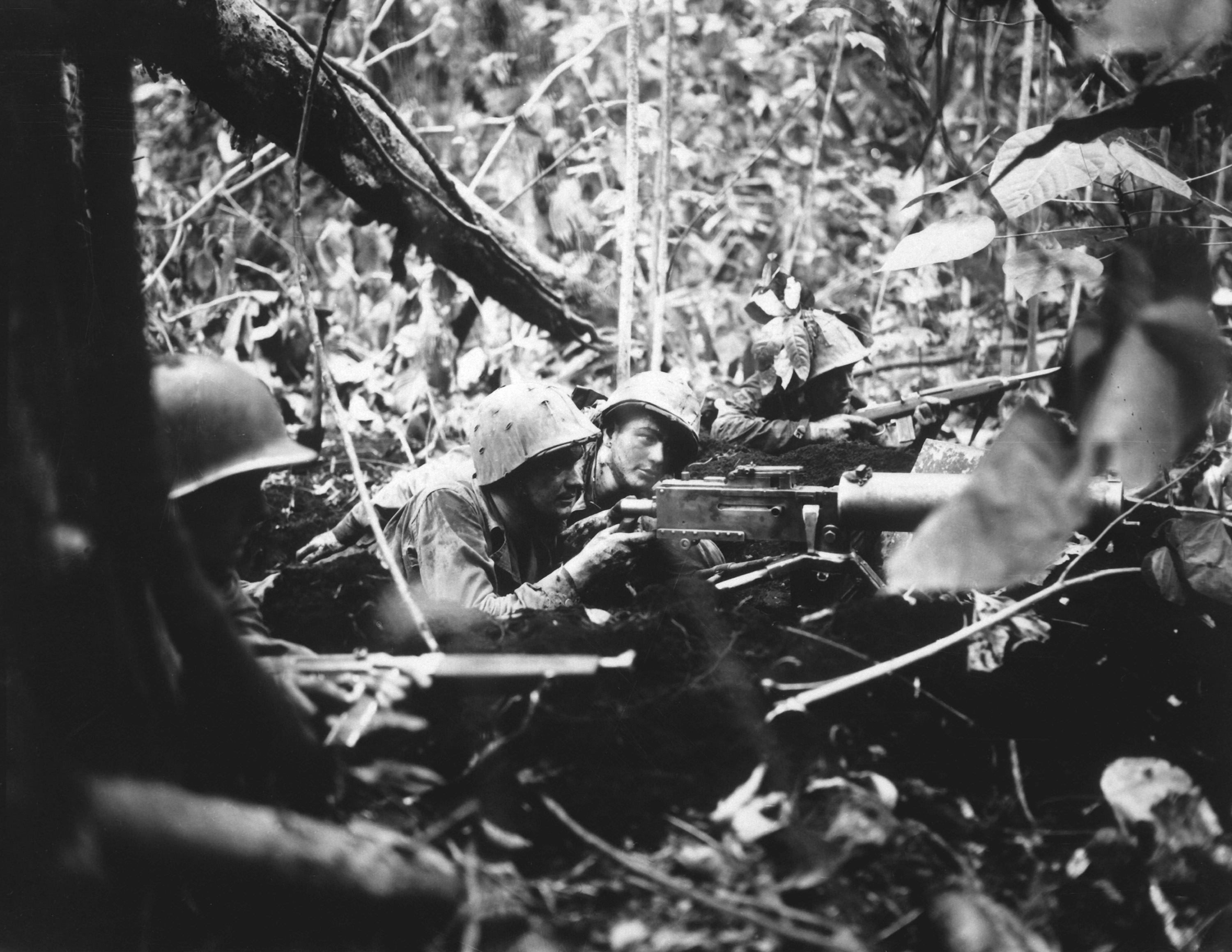
Géppuskás egység a dzsungelben

A vízi és légi támadás után William H. Rupertus vezérőrnagy vezetésével 8.05-kor partra szállt az amerikai első tengerészgyalogos hadosztály első egysége a sziget északnyugati partszakaszán. A katonákat nagyon keskeny, mindössze néhány méteres partszakasz fogadta. A homok után azonnal kezdődött a dzsungel, és kevéssel beljebb már mocsaras volt a talaj. Szervezett japán védekezés nem volt. A mocsárban csak nagyon lassan lehetett haladni, a sár gyakran derékig, olykor hónaljig ért. A nap végére a tengerészgyalogosok egy nagyjából egy kilométer hosszú és 500 méter mély hídfőt építettek ki, és 13 ezer embert, valamint 7600 tonna hadianyagot raktak partra a kétéltű járművek.
A következő napokban nagyon rossz idő érkezett, amely nem tette lehetővé a további japán légicsapásokat, de jelentősen megnehezítette a gyalogosok előrenyomulását az amúgy is ázott, mocsaras talajon. Az előrenyomuló tengerészgyalogosokat Sherman tankok támogatták. Rupertus úgy döntött, hogy az erősítés megérkezéséig nem indít támadást a reptér ellen, amelyet így december 30-án, kevés ellenállás mellett foglaltak el. A keleti előrenyomulás első szakasza is gyorsan, viszonylag kevés áldozattal befejeződött.
A következő célpont a Borgen-öböl és a felette magasodó hegy volt. A katonáknak két hétbe telt, amíg átvágták magukat az őserdőn, hogy elfoglalják a támadó pozíciót. A japánok februárban visszavonultak kelet felé, hogy segítsék Rabaul védelmét. Az Új-Britannia nyugati részének ellenőrzéséért folytatott harcokban 3100 japán és 248 tengerészgyalogos esett el. Az amerikai sebesültek száma 772 volt.

## Invázió Talasea-nál

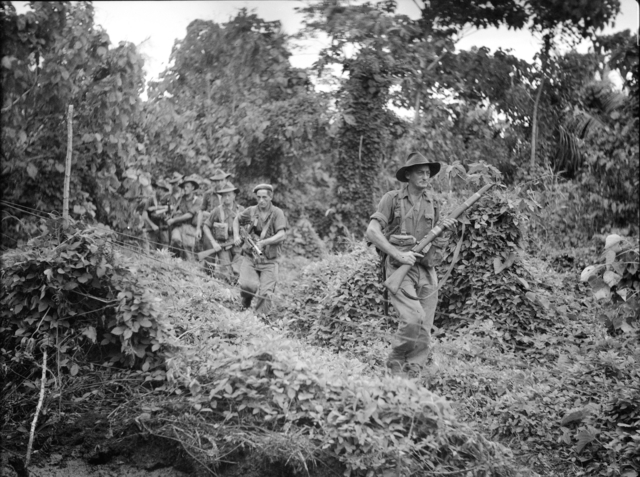
Járőröző ausztrál katonák

1944. február 10-én Walter Krueger tábornok bejelentette, hogy a Dexterity hadművelet befejeződött. A szövetségesek következő célpontja az új-britanniai Willaumez-félszigeti Talasea lett, amely a keskeny félsziget keleti partjának közepén helyezkedett el. Első lépésként a tengerészgyalogosok február 25-én – bombázógépek előkészítése után – partra szálltak az Iboki-félszigeten, a Gloucester-fok és Talasea között félúton. Ellenállásba nem ütköztek. Március 6-án megkezdődött az invázió Talasea-nál, két nap múlva elesett a repülőtér.
1944 nyarára az amerikaiak bázist létesítettek Arawénál, a Gloucester-foknál és Hoskinsnál. A japánokat több partszakaszról visszaszorították, a repülőtereket az amerikaiak ellenőrizték. A japán csapatok többsége visszavonult Rabaul környékére, így a két ellenséges haderő között nagy területű senki földje húzódott, amelyen csak sporadikus összetűzésekre került sor a járőröző egységek között. A japán főerő ekkor még mintegy 93 ezer katonából állt.
November 4-én az ausztrálok partra szálltak a Jacquinot-öbölben. Az invázió célja egy logisztikai bázis létrehozása volt, ahonnan a Fülöp-szigeteki offenzívára rendelt amerikaiak helyébe lépő ausztrál 5. hadosztály ellátását megoldják. A Jacquinot-öböl a sziget déli partján fekszik, széles, mély vizű. A partraszállás nem ütközött ellenállásba.
Az ausztrálok ezután az amerikaiak által korábban kialakított állásokból indulva a Gazelle-félsziget felé nyomultak, hogy még szorosabbra húzzák a gyűrűt a nagy japán támaszpont, Rabaul körül. Két irányban haladtak: az északi parton a Hoskins-foktól az Open-öböl, a délin a Jacquinot-öbölből a Wide-öböl felé. 1945 tavaszára sikerült kiépíteniük és biztosítaniuk új hadállásaikat a két öböl között. A harcok ezután egészen alacsony intenzitásúak lettek. Az ausztrálok célja az volt, hogy minél kisebb veszteséggel tartsák zár alatt a jóval nagyobb japán haderőt. Ez a helyzet a háború végéig megmaradt.